# Rough Going (film 1925)
Rough Going è un film muto del 1925 diretto da Wally Van. Su un soggetto di Ruth Stonehouse, nota attrice del cinema muto, è una commedia di genere western che ha come interpreti Franklyn Farnum, Marion Harlan, Vester Pegg.

## Produzione
Il film fu prodotto dalla Independent Pictures

## Distribuzione
Distribuito dalla Independent Pictures, il film uscì nelle sale cinematografiche statunitensi il 16 agosto 1925 dopo essere stato presentato in prima a Lebanon, in Pennsylvania, il 19 marzo 1925.
Copia completa della pellicola si trova conservata negli archivi della Cinémathèque Royale de Belgique di Bruxelles e in quelli della Library of Congress di Washington.